# Indosema indica
Indosema indica is een vliesvleugelig insect uit de familie Eucharitidae. De wetenschappelijke naam is voor het eerst geldig gepubliceerd in 1983 door Husain & Agarwal.